# Ezcaray
Ezcaray tỉnh và cộng đồng tự trị La Rioja, phía bắc Tây Ban Nha. Đô thị này có diện tích là 142,85 ki-lô-mét vuông, dân số năm 2009 là 2098 người với mật độ 14,69 người/km². Đô thị này có cự ly 60 km so với Logroño.